# (25822) Carolinejune
(25822) Carolinejune est un astéroïde de la ceinture principale d'astéroïdes.

## Description
(25822) Carolinejune est un astéroïde de la ceinture principale d'astéroïdes. Il fut découvert le 29 février 2000 à Socorro (Nouveau-Mexique) par le projet LINEAR. Il présente une orbite caractérisée par un demi-grand axe de 3,15 UA, une excentricité de 0,13 et une inclinaison de 2,0° par rapport à l'écliptique.

## Compléments